# Barbara Frale
Barbara Frale (ur. 24 lutego 1970) – włoska paleograf.

## Życiorys
Urodziła się w Viterbo w dniu 24 lutego 1970 roku. Uczęszczała na studia na uniwersytecie w Tuscii-Viterbo. Jej praca opiera się na badaniu średniowiecznej historii XIV wieku. Otrzymała nagrodę Costantino Pavan. W 1996 roku uzyskała stopień specjalizacji w paleografii, a w 1998 roku uzyskała specjalizację w greckiej paleografii. We wrześniu 2001 roku odnalazła oryginał Pergaminu z Chinon. Od października 2001 roku pracuje w Tajnym Archiwum Watykanu. Jest autorką książek o templariuszach i Całunie Turyńskim. Obroniła na Uniwersytecie w Wenecji doktorat na temat procesu templariuszy.

## Publikacje
- Ostatnia batalia templariuszy (2001)[1]
- Papiestwo i proces templariuszy (2003)[1]
- Templariusze (2008) ISBN 978-83-24-70190-2